# Chilton (Durham)
Chilton – miasto i civil parish w Anglii, w hrabstwie Durham. Leży 10 km na południe od miasta Durham i 366 km na północ od Londynu. W 2011 roku civil parish liczyła 3744 mieszkańców.